# Сахнівщинська сільська рада
Сахнівщинська сільська рада — колишній орган місцевого самоврядування у Машівському районі Полтавської області з центром у селі Сахнівщина.

## Населені пункти
Сільраді були підпорядковані населені пункти:
- c. Сахнівщина
- с. Вовча Балка
- с. Григорівка
- с. Петрівка